# Николай Толентинский
Никола́й Толенти́нский (итал. Nicola da Tolentino; 1245, Сант-Анджело-ин-Понтано, Марке — 10 сентября 1305, Толентино, Марке) — монах-августинец, причислен Католической церковью к лику святых.

## Биография
Согласно одним источникам, в юности Николай служил священником в родном Сант-Анджело-ин-Понтано, а в орден августинцев вступил в зрелом возрасте. Согласно другим, уже в отрочестве был отдан родителями в монастырь августинцев. В Толентино обучался богословию, в 1269 году рукоположен в священники.

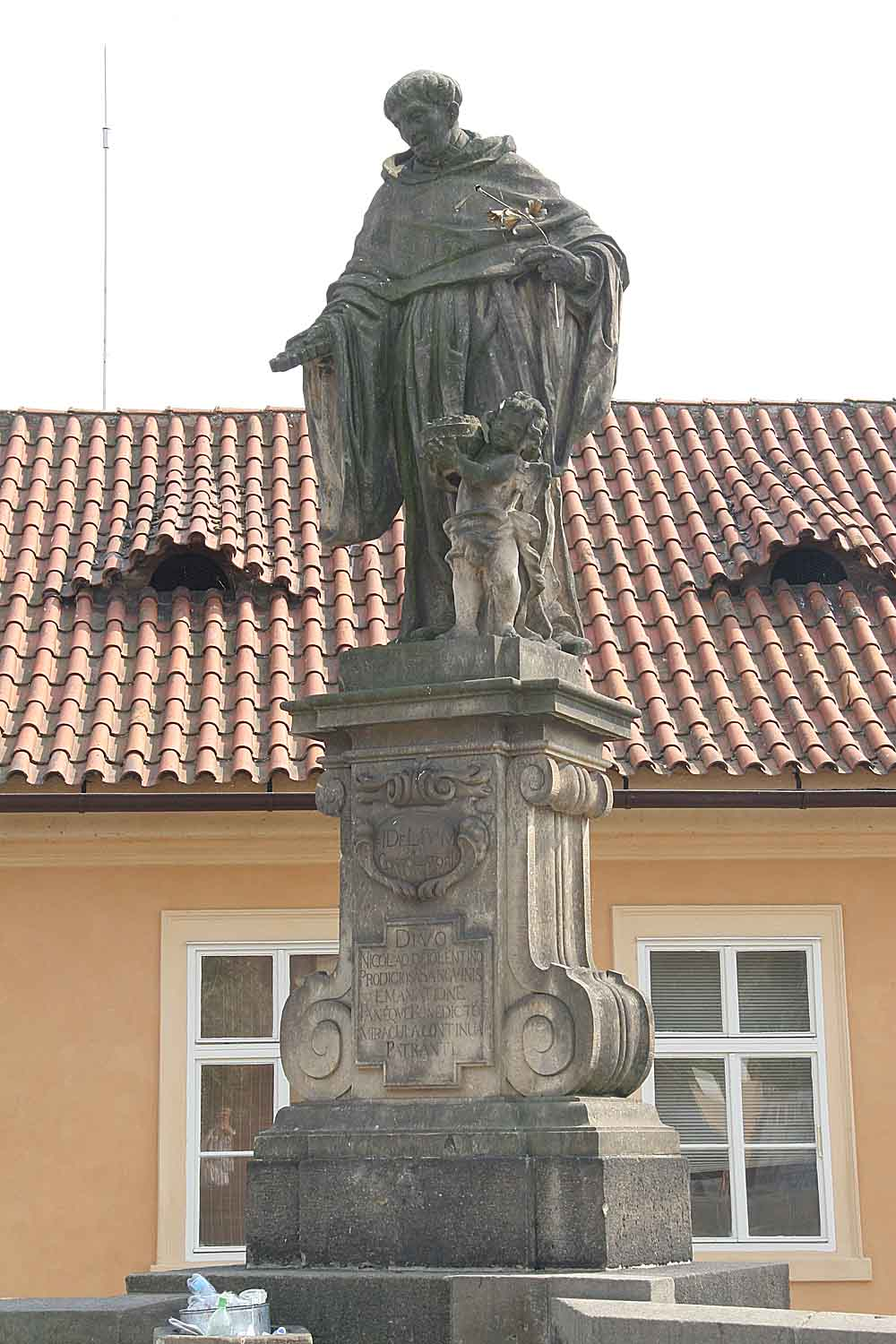
Статуя святого Николая Толентинского на Карловом мосту

Остаток жизни провёл в августинском монастыре в Толентино. Прославился аскетической жизнью, мистическими видениями и самоотверженным служением ближним. Призывал к миру в раздираемом противоречиями между гибеллинами и гвельфами городе. 
Агиографическими источниками ему приписывается совершение ряда чудес. Согласно житию святого, однажды, ослабев после сурового поста, он имел видение Девы Марии и святого Августина, которые велели ему начертить на хлебе знак креста, намочить его в воде и съесть, что привело к немедленному восстановлению сил. Святой Николай начал после этого распространять такие хлебы среди больных, и с тех пор у августинцев существует обычай распространять «хлеб святого Николая».
Скончался в 1305 году в Толентино.

## Прославление
Процесс канонизации был начат папой Иоанном XXII в 1325 году, однако тяжёлая обстановка, связанная с занятием Рима войсками Людовика Баварского привела к приостановке процесса. 
Николай Толентинский был канонизирован в 1447 году папой Евгением IV, и стал первым святым августинского ордена. В XV веке в Толентино была построена базилика в честь святого, куда были перенесены его останки.
В иконографии изображается в чёрном одеянии монаха-августинца. Иконографические атрибуты — звезда, лилия или распятие, обвитое лилиями, чаша с хлебом, раскрытая книга.
День памяти в Католической церкви — 10 сентября.